# Elastantie

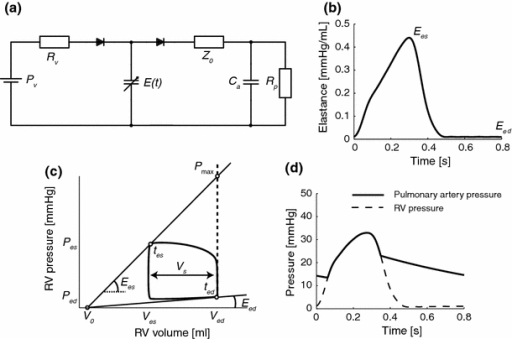
Elastantie van het rechterventrikel en de longslagader in een drie elementen windkesselmodel

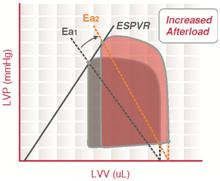
Elastantie van het linkerventrikel

Elastantie (Engels: elastance) is een maat voor de stijfheid van een structuur (bijvoorbeeld een bloedvat of een long). Het geeft daarmee de neiging van de structuur aan om terug te keren naar zijn oorspronkelijke vorm zodra uitwendige krachten worden opgeheven. 
{\displaystyle E={\frac {\Delta P}{\Delta V}}}
Daarbij staat E voor de elastantie, ΔP voor de drukverandering en ΔV voor de volumeverandering.
Elastantie is de inverse van compliantie (Engels: compliance). De compliantie geeft aan in welke mate de structuur neigt mee te geven als er uitwendige krachten op worden uitgeoefend.
{\displaystyle C={\frac {\Delta V}{\Delta P}}}
en dus
{\displaystyle E={\frac {1}{C}}}
Met C hierin de compliantie.
In sommige gevallen wil men niet de stijfheid van de structuur maar de stijfheid van het materiaal bepalen. Hiervoor wordt de elasticiteitsmodulus (Young's modulus) gebruikt. In biologisch materiaal is het verband tussen spanning (stress, σ) en rek (strain, ε) niet lineair en wordt gesproken van de incrementele elasticiteitsmodulus (Einc). Het verband tussen de stijfheid van een structuur en de stijfheid van het materiaal van een bloedvat wordt bijvoorbeeld gegeven in de volgende formule:
{\displaystyle E_{A}={\dfrac {1}{C_{A}}}\approx {\frac {E_{inc}h}{k\pi r_{i}^{3}}}}
(Voor k zijn in de literatuur waarden van 1,5 en 2 terug te vinden.)
Daarbij zijn EA en CA respectievelijk de elastantie en de compliantie van de oppervlakte (A) van de dwarsdoorsnede, ri de inwendige straal van het bloedvat en h de dikte van de vaatwand. 
Er wordt daarbij van uitgegaan dat de lengte van een bloedvat en de verhouding tussen de dikte van de wand en de inwendige straal bij drukveranderingen hetzelfde blijven.